# Bob Kuhn
Robert „Bob“ Frederick Kuhn (* 28. Januar 1920 in Buffalo, New York; † 1. Oktober 2007 in Tucson, Arizona) war ein US-amerikanischer Maler, Illustrator und Bildhauer, dessen Motive vorwiegend wildlebende Tiere des amerikanischen und afrikanischen Kontinents waren. Er signierte nur mit seinem Familiennamen.

## Leben
Bob Kuhn war der Sohn von Edward G. (1886–1965) und Marie Wilhelmina Kuhn, geborene Trapp (1894–1992). Er hatte zwei Brüder und eine Schwester.
Kuhn wuchs in Buffalo auf und malte schon in der Kindheit Tiere, die er im Buffalo Zoo beobachtete. Ab 1937 studierte er am Pratt Institute in New York City. Dort lernte er auch seine Ehefrau Elizabeth „Libby“ Jane Casey († 2015) kennen. Die Hochzeit fand 1941 statt. 50 Jahre lang lebten sie in Roxbury im Litchfield County von Connecticut, wo auch die drei Kindern aufwuchsen. 1996 zog er mit Libby nach Tucson, Arizona.
Bob Kuhn starb im Alter von 87 Jahren an Herzschwäche.

## Wirken
Während des Zweiten Weltkriegs diente er bei der US Merchant Marine. Dort begann er an Bord eines Schiffes mit Sportillustrationen. 30 Jahre lang war er als einer der bedeutendsten US-amerikanischen Wildtier-Illustratoren tätig. 1970 konzentrierte er sich dann ausschließlich auf Staffeleimalerei. Zudem entstanden einige Tierplastiken.
Seine Illustrationen erschienen in vielzähligen Veröffentlichungen. Werke befinden sich in namhaften Sammlungen, beispielsweise in der des National Museum of Wildlife Art in Jackson Hole, Wyoming. Viele seiner Gemälde werden im fünf- bis sechsstelligen US-Dollar-Bereich gehandelt. Bei einer Coeur d’Alene Art Auction erzielte sein Gemälde The Spawning Run (1991) ein Spitzengebot in Höhe von knapp 500.000 US-Dollar. 1991 gewann Kuhn mit seinem Gemälde Lair of the Cat den „Prix de West“ der National Academy of Western Art, National Cowboy Hall of Fame, Oklahoma City.
Kuhn war Mitglied der New Yorker Society of Animal Artists (SAA) und gehörte zur ursprünglich siebenköpfigen Künstlergruppe Tucson 7.